# ミンナ
ミンナ（Minna）はナイジェリア中央部のナイジャ州の州都。
2007年の人口は約30.4万人。
サハラ砂漠の交易路を通じてイスラム教が普及した。
シャリーアが有効だが、キリスト教徒が多数派である。

## 交通
- ミンナ空港

## 著名人
- イブラヒム・ババンギダ(Ibrahim Badamasi Babangida)(1941年～)：グワリ人。第8代大統領(1985年～1993年)。
- アブドゥルサラミ・アブバカール(Abdulsalami Alhaji Abubakar)(1942年～)：グワリ人。第11代大統領(1998年～1999年)。